# Campylomyza nigroliminata
Campylomyza nigroliminata är en tvåvingeart som beskrevs av Boris Mamaev 1998. Campylomyza nigroliminata ingår i släktet Campylomyza och familjen gallmyggor. Inga underarter finns listade i Catalogue of Life.